# Иммуноэлектрофорез
Иммуноэлектрофорез (ИЭФ) — метод исследования антигенного состава биологических материалов, сочетающий электрофорез и иммунодиффузию. Впервые описан Грабаром и Уильямсом в 1953 году, в 1965 году метод был модифицирован Шейдеггером с целью минимизации (т.н. микромодификация метода ИЭФ).
Образец антигенного материала разделяют электрофорезом в геле (обычно агарозном), в результате чего формируются характерные зоны. Далее параллельно зонам электрофореза вносится преципитирующая антисыворотка, антигены и антисыворотка диффундируют навстречу друг к другу, и в месте встречи антисыворотки с антигеном появляются линии преципитации, имеющие форму дуги. После проведения иммунодиффузии и элюирования непреципитировавших молекул из геля гель окрашивают специальными красителями (например амидочёрным 10В, азокармином В и другими красителями, окрашивающими белки в случае белковых антигенов или суданом чёрным В в случае липопротеиновых антигенов). Существует также ряд модификаций метода ИЭФ (при помощи чистого антигена, при помощи моноспецифической антисыворотки, метод ИЭФ по Оссерману, метод ИЭФ по Геремансу)